# Yakima
Yakima é uma cidade localizada no estado norte-americano de Washington, no Condado de Yakima. A cidade foi fundada em 1865, e incorporada em 27 de janeiro de 1886. O nome original da cidade era North Yakima. Em 1918, a cidade adotou seu nome atual.
O vale de Yakima, em redor da cidade, é uma área agrícola com grande produção de maçã, vinha e lúpulo.

## Demografia
Segundo o censo norte-americano de 2000, a sua população era de 71.845 habitantes.
Em 2006, foi estimada uma população de 82.805, um aumento de 10960 (15.3%).

## Geografia
De acordo com o United States Census Bureau tem uma área de
53,3 km², dos quais 52,1 km² cobertos por terra e 1,2 km² cobertos por água.

## Localidades na vizinhança
O diagrama seguinte representa as localidades num raio de 8 km ao redor de Yakima.